# Pakobylka rohatá
Pakobylka rohatá (Medauroidea extradentata (Brunner von Wattenwyl, 1907)) je hmyz z řádu strašilek.

## Vzhled
Samec je asi 7 cm dlouhý, hnědý, a má delší nohy než samice. Ta je asi 11 cm dlouhá, žlutohnědá a na rozdíl od samců má za očima růžky. Malé pakobylky jsou od 1 do 2 cm dlouhé.

## Chov
Jako potrava jsou vhodné různé druhy růžovitých, např. listy ostružiníku a růže šípkové.
Inkubační doba vajíček trvá v optimálním prostředí 1–2 měsíce, ale například vlivem sucha se může protáhnout až na půl roku.
K chovu je potřeba asi 40 cm vysoké insektárium suššího typu.

## Rozšíření
- Zadní Indie
- Vietnam